# Leptanilla acherontia
Leptanilla acherontia (лат.) — вид мелких муравьёв рода Leptanilla из подсемейства Leptanillinae (Formicidae). Восточная Африка: Кения. Видовой эпитет отсылает к Ахерону, подземной реке в древнегреческой мифологии, продолжая тему, заложенную в специфических эпитетах родственных иберийских видов Leptanilla charonea и Leptanilla plutonia López, Martínez & Barandica, 1994 (названных в честь Харона и Плутона, соответственно).

## Распространение
Встречается в восточной Африке: Кения, Kakamega Forest, Isecheno; 00,24°N, 34,85°E; на высоте 1550 м.

## Описание
Муравьи мелкого размера (около 1 мм) жёлтоватого цвета. Боковые края головы субпараллельны. Затылочный киль нечёткий. Лобно-клипеальный отросток отсутствует; лобно-клипеальный край со слегка приподнятой срединной частью, целый. Мандибулы короткие по отношению к голове. На мандибулах три зубца; апикальный и субапикальный зубцы целые, промежуточный зуб неглубоко раздвоен; между всеми тремя зубцами имеются нерегулярные зубцы. Крупная, сужающаяся базальная щетинка отсутствует на мандибуле, а субапикальная сужающаяся щетинка присутствует. Скапус короткий, в покое не достигает вершины головы, несколько расширен к вершине. Стебелёк между грудкой и брюшком состоит из двух узловидных члеников (петиоль и постпетиоль). От близких видов отличается мелкими размерами равным по длине и ширине педицелем, выпуклым в профиль вторым стернитом, длина пятого тергита равна или меньше 0,5 длины четвёртого тергита.